# یوکو یاگوچی
یوکو یاگوچی (انگلیسی: Yōko Yaguchi; ۲۷ اوت ۱۹۲۱ – ۱ فوریهٔ ۱۹۸۵) سیاست‌مدار اهل ژاپن بود.
از فیلم‌ها یا برنامه‌های تلویزیونی که وی در آن نقش داشته‌است می‌توان به زیباترین اشاره کرد.